# УЕФА суперкуп 2024.
УЕФА суперкуп 2024. је било 49. издање УЕФА Суперкупа, годишње фудбалске утакмице коју организује УЕФА и на којој учествују актуелни шампиони два најбоља европска клупска такмичења, УЕФА Лиге шампиона и УЕФА Лиге Европе. Играно је на Националном стадиону у Варшави, Пољска, 14. августа 2024. У њему су учествовали шпански клуб Реал Мадрид, победник УЕФА Лиге шампиона 2023–24, и италијански клуб Аталанта, победник УЕФА Лиге Европе 2023–24.
Реал Мадрид је победио у мечу са 2-0 за своју шесту титулу у УЕФА Суперкупу. Тиме су постали најуспешнији клуб у историји такмичења, прекинувши тројку од по пет победа заједно са Барселоном и Миланом.

## Тимови
| Екипа       | Квалификације                        | Претходно учешће (подебљано означава победнике)    |
| ----------- | ------------------------------------ | -------------------------------------------------- |
| Реал Мадрид | УЕФА Лига шампиона 2023/24. победник | 8 (1998, 2000, 2002, 2014, 2016, 2017, 2018, 2022) |
| Аталанта    | УЕФА Лига Европе 2023/24. победник   | Нема                                               |

## Стадион
Национални стадион у Варшави, Пољска, изабран је за домаћина утакмице на састанку Извршног комитета УЕФА у Лимасолу, Кипар, 26. септембра 2023. године. Стадион је изграђен за УЕФА Еуро 2012. турнир у Пољској и Украјини, где је био домаћин три утакмице Групе А, четвртфинала и полуфинала. Од тада је био домаћин финала УЕФА Лиге Европе 2015, као и уобичајено место за домаће утакмице фудбалске репрезентације Пољске. Има УЕФА капацитет од 58.274 седишта.

## Утакмица

### Резиме утакмице
После првог полувремена без голова, у 59. минуту Винисијус Хуниор је прошао по левој страни и додао до Федерика Валвердеа који је из непосредне близине погодио у празну мрежу и довео Реал Мадрид у вођство. У 68. минуту, Килијан Мбапе је постигао гол на свом дебију у Реал Мадриду и поставио коначан резултат од 2-0 када је са дванаест јарди шутирао десном ногом у горњи десни угао мреже након додавања Џуда Белингема са леве стране.

### Детаљи
| Реал Мадрид              | 2–0      | Аталанта |
| ------------------------ | -------- | -------- |
| Валверде 59’ · Мбапе 68’ | Извештај |          |

| Реал Мадрид | Аталанта |

| GK               | 1  | Тибо Куртоа       |     |     |
| RB               | 2  | Дани Карвахал (c) |     | 88’ |
| CB               | 3  | Едер Милитао      |     |     |
| CB               | 22 | Антонио Ридигер   |     |     |
| LB               | 23 | Ферлан Менди      |     |     |
| CM               | 8  | Федерико Валверде |     |     |
| CM               | 14 | Орелијен Тшуамени |     |     |
| RW               | 11 | Родриго           |     | 76’ |
| AM               | 5  | Џуд Белингам      | 35’ | 88’ |
| LW               | 7  | Винисијус Жуниор  | 42’ | 88’ |
| CF               | 9  | Килијан Мбапе     |     | 83’ |
| Резервни играчи: |    |                   |     |     |
| GK               | 13 | Андриј Лунин      |     |     |
| GK               | 26 | Фран Гонзалез     |     |     |
| DF               | 18 | Хесус Ваљехо      |     |     |
| DF               | 20 | Фран Гарсија      |     |     |
| DF               | 31 | Хакобо Рамон      |     |     |
| MF               | 6  | Едуардо Камавинга |     |     |
| MF               | 10 | Лука Модрић       |     | 76’ |
| MF               | 15 | Арда Гулер        |     | 88’ |
| MF               | 17 | Лукас Васкез      |     | 88’ |
| MF               | 19 | Дани Себаљос      |     | 88’ |
| MF               | 21 | Брахим Дијаз      |     | 83’ |
| FW               | 16 | Ендрик Фелипе     |     |     |
| Менаџер:         |    |                   |     |     |
| Карло Анчелоти   |    |                   |     |     |

| GK                  | 1  | Хуан Мусо         |     |     |
| CB                  | 19 | Берат Ђимшити     | 64’ |     |
| CB                  | 4  | Исак Хиен         |     | 90’ |
| CB                  | 23 | Сеад Колашинац    |     | 71’ |
| RM                  | 77 | Давиде Запакоста  |     | 62’ |
| CM                  | 15 | Мартен де Рон (c) |     |     |
| CM                  | 13 | Едерсон           | 9’  |     |
| LM                  | 22 | Матео Руђери      |     |     |
| AM                  | 8  | Марио Пашалић     |     | 90’ |
| CF                  | 17 | Шарл де Кетеларе  |     | 62’ |
| CF                  | 11 | Адемола Лукман    |     |     |
| Резервни играчи:    |    |                   |     |     |
| GK                  | 29 | Марко Карнесеки   |     |     |
| GK                  | 31 | Франческо Роси    |     |     |
| DF                  | 5  | Бен Годфри        |     | 62’ |
| DF                  | 20 | Мичел Бакер       |     | 71’ |
| DF                  | 27 | Марко Палестра    |     | 90’ |
| DF                  | 40 | Пјетро Коми       |     |     |
| DF                  | 41 | Пјетро Торнаги    |     |     |
| MF                  | 6  | Ибрахим Сулемана  |     |     |
| MF                  | 25 | Федерико Каса     |     |     |
| MF                  | 44 | Алберто Манцони   |     | 90’ |
| FW                  | 32 | Матео Ретеги      |     | 62’ |
| FW                  | 45 | Доминик Вавасори  |     |     |
| Менаџер:            |    |                   |     |     |
| Ђан Пјеро Гасперини |    |                   |     |     |

| Играч утакмице: Џуд Белингам (Реал Мадрид) Помоћне судије: Стефан Де Алмеида (Швајцарска) Јонас Ерни (Швајцарска) Четврти судија: Микола Балакин (Украјина) ВАР: Бастијан Данкерт(Немачка) Помоћници ВАР судије: Федаји Сан (Швајцарска) Кристијан Дингерт (Немачка) | Правила - Игра се 90 минута - У случају нерешеног играју се продужици 30 минута - Приступа се извођењу једанаестераца ако је резултат и даље изједначен - Дванаест именованих резервних играча - Максимално пет замена, са шестом дозвољеном у продужецима |

## Белешка
1. ↑  Сваком тиму су дате само три прилике да изврши замене, уз четврту прилику у продужецима, не рачунајући замене које су направљене на полувремену, пре почетка продужетака и на полувремену у продужецима.